# Chrysopa abbreviata
Chrysopa abbreviata är en insektsart som beskrevs av Curtis 1834. Chrysopa abbreviata ingår i släktet Chrysopa och familjen guldögonsländor. Arten är reproducerande i Sverige. Inga underarter finns listade i Catalogue of Life.

## Bildgalleri

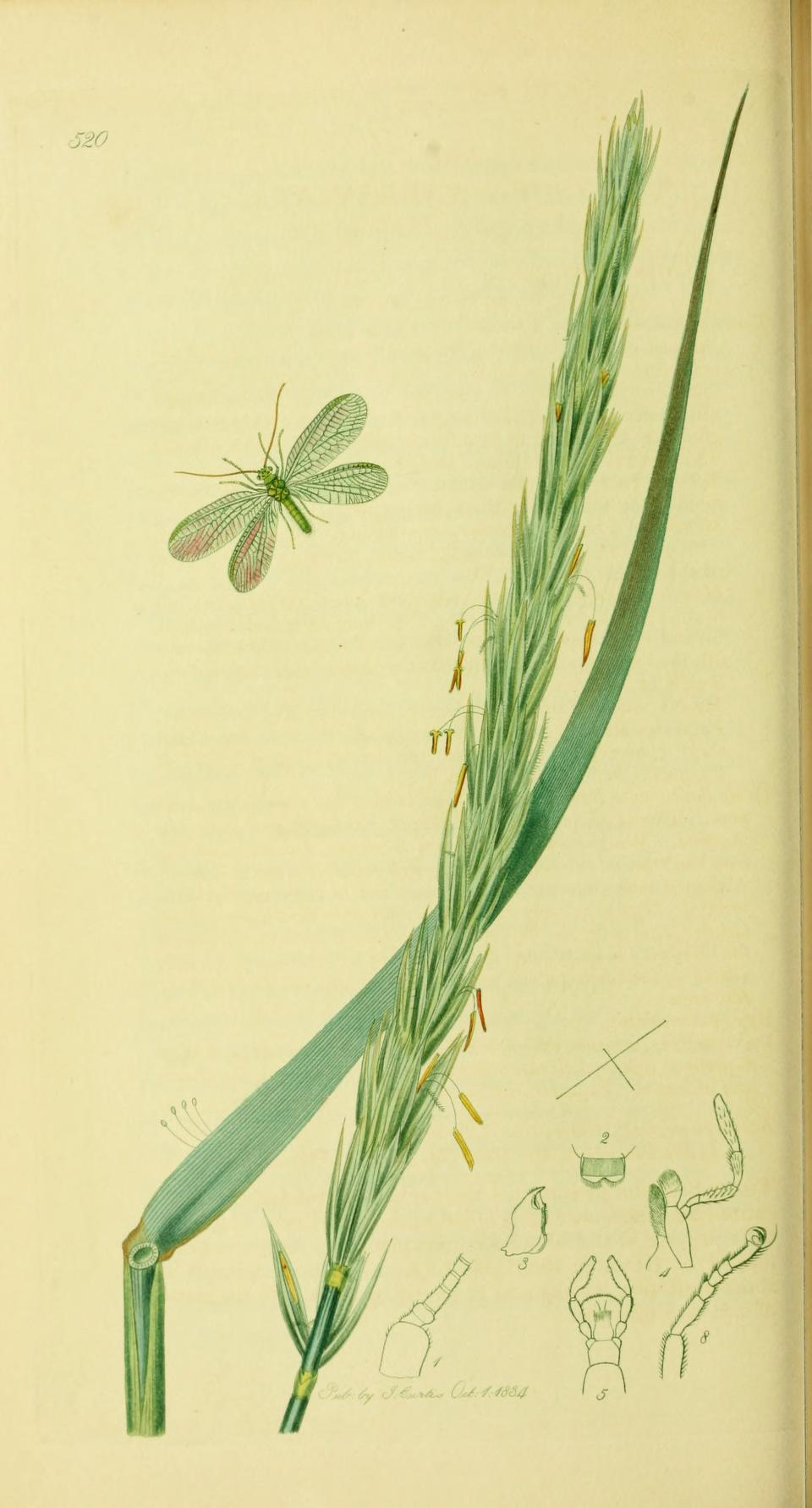